# Euparyphus (Euparyphus)
Sous-genre
Euparyphus (Euparyphus) est un sous-genre de diptères de la famille des Stratiomyidae, de la sous-famille des Stratiomyinae et de la tribu des Oxycerini.

## Liste des espèces
- Euparyphus albipilosus
- Euparyphus apicalis
- Euparyphus arizonae
- Euparyphus carbonarius
- Euparyphus elegans
- Euparyphus elongatulus
- Euparyphus lagunae
- Euparyphus limbrocutris
- Euparyphus monensis
- Euparyphus mutabilis
- Euparyphus stigmaticalis
- Euparyphus tricolor